# Priażiw (stacja kolejowa)
Priażiw (ukr. Пряжів) – stacja kolejowa w miejscowości Priażiw, w rejonie żytomierskim, w obwodzie żytomierskim, na Ukrainie. Położona jest na linii Żytomierz – Berdyczów.